# 소피아 카슨
소피아 카슨(Sofia Carson, 1993년 4월 15일 ~ )은 콜롬비아계 미국인 가수, 배우이다. 2014년 디즈니 채널 《오스틴 & 앨리》를 통해 첫 텔레비전 출연을 했다.

## 영상 목록

### 영화
- 디센던츠 (2015)
  - 디센던츠 2 (2017)
  - 디센던츠 3 (2019)
- 신데렐라 스토리: 이프 더 슈 피츠 (2016)
- 비트를 느껴봐 (2020, Feel the Beat)
- 락다운 213주 (2020) - 세라 역
- 극장판 마이 리틀 포니: 새로운 희망 (2021) - 애니메이션
- 퍼플 하트 (2022) - 캐시 역

### 텔레비전
- 오스틴 & 앨리 (2014)

## 음반 목록

### 정규 앨범
- Sofia Carson (2022)